# まりぴょん (漫画家)
まりぴょんは、日本の漫画家。『漫画ばんがいち』2000年8月号に掲載された、第9回ばんがいち大賞奨励賞受賞作の「Summer Holiday」でデビュー。コアマガジンの雑誌『漫画ばんがいち』・『コミックメガキューブ』など、竹書房の雑誌『Dokiッ!』・『Dokiッ!SPECIAL』などに作品を発表していた。
男女ともに均整のとれた身体を描いている。遺跡発掘をしたことがある。

## 作品リスト
- 『Short cut』 2003年7月24日発行（2003年7月10日発売[2]）、コアマガジン〈ホットミルクコミックス〉、ISBN 4-87734-618-X
収録作品：「通り雨」・「Summer Holiday」[注 1]・「メッセンジャー」・「特別授業」Ⅰ - Ⅱ・「彼女のキ・モ・チ」・「ショート・カット」（描き下ろし)・「遊びにおいでよ。」・「三年目のブルマ」・「OH! MY LITTLE GIRL」
- 『僕らのやり方』 2004年3月12日発売、三和出版〈サンワコミックス〉、ISBN 4-88356-240-9
- 『プライベート・レッスン』 2006年7月25日発売、富士美出版〈富士美コミックス〉、ISBN 4-89421-688-4
- 『カラダ♥スイッチ』 2008年9月27日発売[3]、双葉社〈アクションコミックス〉、ISBN 978-4-57583-533-5
収録作品：「クローゼットの冒険」・「良い部屋探そ」・「君の手のひら」・「海に行こう!!」・「熱帯夜」「30min.」・「幸せエプロン」・「Hな本屋のお姉さん」・「桜色の彼女」・「君とどこまでも」・「奥様は退屈中」
- 『はたらくお姉さんは好きですか?』 2009年4月7日発売[4]、竹書房〈バンブーコミックス DOKI SPECIAL SELECT〉、ISBN 978-4-81247-065-7
収録作品：「課長と僕」「課長と僕の事情」・「おさぼりナース」・「どきどき サマーレッスン」・「レンズの向こう側」・「恋のUP→DOWN」・「No Smoking」・「SWEETデリバリー」・「美鈴ちゃんにおまかせ」・「向日葵の夏」
- 『御主人様の作り方♥』 2010年4月7日発売[5]、竹書房〈バンブーコミックス DOKI SPECIAL SELECT〉、ISBN 978-4-81247-251-4
- 『らぶ♥あふぇあ』 2010年10月28日発売[6]、双葉社〈アクションコミックス〉、ISBN 978-4-57583-831-2
収録作品：「らぶ♥ごーすと」前・後編、「新入社員の育て方♥」・「今日の晩ごはん♥」・「3Pしようよ♥」・「DREAM LOVERS」・「ナースと僕♥」・「幸せ＋－（プラスマイナスゼロ）」・「僕の彼女は高画質」・「HAPPY NEW YEAR!!」・「らぶ♥ごーすと49」
- 『恋カフェにようこそ!!』 竹書房〈バンブーコミックス COLORFUL SELECT〉、全2巻
  1. 2011年7月27日発売[7]、ISBN 978-4-81247-637-6
  2. 2012年6月27日発売[8]、ISBN 978-4-81247-913-1
- 『AVな彼女』 2014年5月27日発売[9]、竹書房〈バンブーコミックス COLORFUL SELECT〉、ISBN 978-4-81248-592-7
- 『小悪魔カノジョの肉欲調教フルコース』 2015年4月7日発売[10]、竹書房〈バンブーコミックス〉、ISBN 978-4-80195-118-1
- 『猫宮くんはちょっと変!?』 2016年8月発売、エンジェル出版〈エンジェルコミックス〉、ISBN 978-4-87306-723-0